# 格伦德曼醛合成
Grundmann醛合成（Grundmann aldehyde synthesis）
从酰卤合成醛的方法。 首先酰氯与重氮甲烷反应生成重氮酮，然后用乙酸处理、氢化，得二元醇单乙酸酯，最后用四乙酸铅氧化，得醛。